# Cenxi, Chongqing
Cenxi (kinesiska: 岑溪) är en socken i sydvästra Kina. Den ligger i häradet Xiushan i storstadsområdet Chongqing, omkring 280 kilometer sydost om det centrala stadsdistriktet Yuzhong. Antalet invånare är 5 611. Befolkningen består av 2 685 kvinnor och 2 926 män. Barn under 15 år utgör 24,0 %, vuxna 15-64 år 62 %, och äldre över 65 år 13,0 %.